# Hyakka Ryouran Samurai Girls
Hyakka Ryouran Samurai Girls (яп. 百花繚乱 サムライガールズ Хякка Рё:ран самурай га:рудзу, букв. «Буйное цветение: девушки-самураи») — аниме-сериал, произведённый студией ARMS Corporation по мотивам лайт-новел Акиры Судзуки.

## Сюжет
Действие сюжета разворачивается в альтернативном реальному мире, где в Японии XXI века правит 25-й сёгун Кэйко из рода Токугава, а сама страна оставалась изолированной от остального мира. Ученический совет в каждой военной академии держит под жёстким контролем всех студентов, и некоторые из них осмеливаются бросить вызов власти и организовать сопротивление.

## Персонажи

### Основные
Мунэакира Ягю (яп. 柳生 宗朗 Ягю: Мунэакира) — главный герой. Брат Дзюбэй. Отлично владеет оружием, стоек и силён в бою. Немного робко ведёт себя с девушками, иногда даже не понимает явных намёков, но по своей натуре он настоящий мужчина и самурай.
Сэйю: Дайсукэ Хиракава
Дзюбэй Ягю (яп. 柳生 十兵衛 三厳 Ягю: Дзю:бэй) — первая из самураев-мастеров Мунэакиры Ягю со знаком заключения договора на груди. Она может трансформироваться в самурая-мастера только когда целует Мунэакиру, а не по желанию (в отличие от других самураев-мастеров). Когда проявляется её сила, натура Дзюбэй становится жестокой. Она проявляет уважение к другим самураям, в особенности к тем, кто это заслужил. Дзюбэй потеряла воспоминания о своей прежней жизни, однако помнит, что Мунэакира является её братом и очень его любит. В своей нормальной форме она наивная, добрая и ведёт себя как ребёнок.
Сэйю: Аой Юки
Сэн Токугава (яп. 徳川 千 Токугава Сэн) — друг детства Мунэакиры; дочь сёгуна Токугавы. Она любит Мунэакиру, но боится в этом признаться. Спустя некоторое время всё же показывает свои чувства и целует Мунэакиру, становясь при этом самураем-мастером. Её оружием является нагината. По характеру Сэн самолюбивая и очень ревнивая девушка, поэтому приходит в ярость, когда другие девушки пытаются сблизиться с Мунэакирой.
Сэйю: Минако Котобуки
Юкимура Санада (яп. 真田 幸村 Санада Юкимура) — 13-летняя (в аниме 15-летняя) ученица средней школы, ставшая вторым самураем-мастером Мунэакиры с отметкой на левой ягодице. Она может сама превращаться в самурая-мастера по желанию и владеет силой ветра. Поначалу из-за плохого контроля при применении силы она очень устаёт. Юкимура испытывает определённые чувства к Мунэакире. Она переживает по поводу своего роста и размера груди, и всегда злится, когда эти черты начинают высмеивать.
Сэйю: Риэ Кугимия

### Второстепенные
Канэцугу Наоэ — подруга детства Юкимуры. Когда Наоэ была маленькая, Юкимура над ней издевалась, после чего девочка на неё была сильно обиженна. Её подослал в академию Ёсихико Токугава, чтобы та шпионила за Мунэакирой и Юкимурой. После инцидента с биологическим оружием Токугавы, в результате которого чуть не погибла, решает остаться в додзё с остальными. Называет себя воином любви. Приходит в бешенство при виде Мунэакиры, считая его извращенцем. Часто игнорируется остальными. В бою использует молот.
Сэйю: Аки Тоёсаки
Чарльз д’Артаньян — искусственный самурай мастер Ёсихико. Чарльз с самой первой встречи с Тогугавой любила его, и служила, вопреки мнению последнего, из-за чувств, а не психологической связи, поэтому иногда не подчиняется приказам, но всё равно защищает Ёсихико. Восхищается самураями, которые также как она заботятся больше о сёгуне чем о себе.
Сэйю: Ами Косимидзу
Гисэн Ягю — вторая из воскрешенных Амакусой самураев-мастеров. Весьма предана воскресителю. Появилась так же, как и Дзюбэй. Первое время действовала внутри додзё под предлогом потери памяти пытаясь повернуть ход событий в свою сторону. После провала всех попыток отступила пленив Мунэакиру внутри его сознания и позднее начала ритуал по воскрешению господина.
Сэйю: Каору Мидзухара
Хандзо Хаттори — помощница Сэн, преданная чуть ли не до фанатизма, вероятно даже влюблена. Ниндзя. В хороших отношениях с Матаби.
Сэйю: Саори Гото
Ёсихико Токугава — старший брат Сэн. Хороший политик, несмотря на юный возраст посвященный в дела государства и занимающийся дипломатическими миссиями за рубежом. Антагонист в начале истории. Был крайне высокомерен, эгоистичен и фанатично хотел защитить Великую Японию, для чего и начал проект по созданию искусственных самураев-мастеров. После того как был спасен Чарльз во время обрушения лаборатории под академией, понимает её чувства и отказывается бросить д’Артаньян под завалами и спасает её, так же меняется и его характер.
Сэйю: Такахиро Сакураи
Матаби Гото — помощница Санады Юкимуры. Куда сильнее заботится о госпоже чем о себе, за что заслужила признание в бою с Дзюбэй. В хороших отношениях с Хандзо.
Сэйю: Ю Кобаяси

## Аниме-сериал
Открывающую композицию «Last vision for last» исполняет Faylan, закрывающую «Koi ni Sesse Tooryanse» (яп. 恋にせっせ通りゃんせ)) — сэйю Аой Юки, Минако Котобуки и Риэ Кугимия.
| № серии | Заглавие                                                                                      | Трансляция           |
| ------- | --------------------------------------------------------------------------------------------- | -------------------- |
| 1       | Первый поцелуй «Хадзимэтэ но тю:» (はじめての忠)                                              | 3 октября 2010 года  |
| 2       | Голая реинкарнация «Ратай тэнсё:» (裸体転生)                                                  | 10 октября 2010 года |
| 3       | Лицо самурая-мастера «Цуруги химэ (масута: самурай) но сё:тай» (剣姫(マスターサムライ)の正体) | 17 октября 2010 года |
| 4       | Давай поцелуемся? «Нэ: тю: ситэ ё?» (ねえ忠してよ？)                                          | 24 октября 2010 года |
| 5       | Выход воина любви «Ай но сэнси, то:дзё:» (愛の戦士、登場)                                     | 31 октября 2010 года |
| 6       | Атака морского чудовища «Осои куру, уми но кайбуцу» (襲い来る、海の怪物)                      | 7 ноября 2010 года   |
| 7       | Тень покрывающая Великую Японию «Дайниппон во о:у кагэ» (大日本を覆う影)                      | 14 ноября 2010 года  |
| 8       | Раб поцелуя «Тю: но дорэй» (忠の奴隷)                                                         | 21 ноября 2010 года  |
| 9       | Возвращение Генерала «Сё: но кикан» (将の帰還)                                                | 28 ноября 2010 года  |
| 10      | Тюрьма злого глаза «Маган но ро:гоку» (魔眼の牢獄)                                            | 5 декабря 2010 года  |
| 11      | Прибытие самурая из Франции «Фурансу кара кита самурай» (仏蘭西から来たサムライ)              | 12 декабря 2010 года |
| 12      | Прощальный поцелуй «Саёнара но тю:» (さよならの忠)                                            | 19 декабря 2010 года |